# HMCS St. John's (340)
HMCS St. John's (340) je fregata Kanadského královského námořnictva, která byla postavena v bývalé kanadské loděnici Saint John Shipbuilding. Je to předposlední jednotka třídy Halifax.

## Stavba
Kýl lodi St. John's byl položen roku 1994 v bývalé loděnici Saint John Shipbuilding. 26. srpna 1995 byla loď spuštěna na vodu a dne 24. června 1996 byla uvedena do služby.

## Technické specifikace
Fregata je dlouhá 134,2 m a široká 16,5 m. Ponor dosahuje hloubky 7,1 m a o pohon se starají dvě plynové turbíny General Electric LM2500 a jeden dieselový motor SEMT Peilstick. Posádku lodi tvoří 245 důstojníků a námořníků.

## Výzbroj
St. John's je vyzbrojena jedním 57mm kanónem Bofors L/70, jedním 20mm hlavňovým systémem blízké obrany Phalanx, šesti 12,7mm kulomety M2HB, dvěma čtyřnásobnými raketomety Mk 141 pro osm protilodních střel RGM-84 Harpoon, dvěma osminásobnými vertikálními odpalovacími zařízeními Mk 48 Mod 0 pro šestnáct protiletadlových řízených střel moře-vzduch RIM-162C ESSM a dvěma trojhlavňovými torpédomety Mk 32 pro dvacet čtyři protiponorkových torpéd Mk 46.